# Coupe du monde de ski alpin 1988-1989
Navigation
Édition précédente Édition suivante
La coupe du monde de ski alpin 1988-1989 commence le 26 novembre 1988 avec le super-G femmes de Schladming et se termine le 11 mars 1989 avec le slalom femmes de Shigakogen.
Les hommes disputent 31 épreuves : 10 descentes, 4 super-G, 6 géants, 8 slaloms et 3 combinés.
Les femmes disputent 28 épreuves : 8 descentes, 4 super-G, 7 géants, 7 slaloms et 2 combinés.
Les championnats du monde sont disputés à Vail du 29 janvier au 12 février 1989.

## Tableau d'honneur
| Catégorie | Messieurs                               | Dames           |
| --------- | --------------------------------------- | --------------- |
| Général   | Marc Girardelli                         | Vreni Schneider |
| Descente  | Marc Girardelli                         | Michela Figini  |
| Super G   | Pirmin Zurbriggen                       | Carole Merle    |
| Géant     | Pirmin Zurbriggen Ole Kristian Furuseth | Vreni Schneider |
| Slalom    | Armin Bittner                           | Vreni Schneider |
| Combiné   | Marc Girardelli                         | Brigitte Örtli  |

## Résumé de la saison
Après deux saisons perturbées par les blessures, Marc Girardelli revient au plus haut niveau. Le luxembourgeois remporte une troisième coupe du monde de ski et réalise l'exploit de s'imposer dans les 5 disciplines au cours de la même saison. Seul Jean-Claude Killy en 1967 et 1968 avait gagné dans toutes les disciplines au cours d'une même saison.
Pirmin Zurbriggen domine le début de saison. Le suisse remporte les 2 premières courses de la saison (super-G de Schladming et géant de Val-Thorens) ainsi que le combiné de Saint-Anton et possède 48 points d'avance sur Marc Girardelli après le géant de Kirchberg (10 janvier).
Marc Girardelli renoue avec le succès en slalom et s'impose à Sestrières et Kranjska Gora en décembre. Son dernier succès en slalom remontait à mars 1985. Le skieur luxembourgeois devient irrésistible en janvier et gagne la descente et le combiné de Kitzbühel, le géant d'Adelboden ainsi que 2 descentes (dont la deuxième avec une marge de 2 secondes) et le combiné de Wengen. Marc Girardelli remporte le super-G de Whistler Mountain (26 février) et s'adjuge le globe de cristal.
Ingemar Stenmark dispute sa dernière saison et gagne en géant à Aspen la 86ème victoire (record qui reste à battre) de sa carrière. 
Leonhard Stock remporte sa première victoire en coupe du monde à Laax en descente, 9 ans après son titre olympique de Lake Placid.
Alberto Tomba ne gagne qu'une seule course (slalom de Madonna di Campiglio) et ne confirme pas son exceptionnelle saison 1987-1988.
Un an après son doublé olympique de Calgary, Vreni Schneider remporte la coupe du monde de ski. La suissesse survole l'édition 1988-1989 et signe le total record de 14 succès (6 géants, 7 slaloms et 1 combiné). Un record de victoires sur un hiver tous sexes confondus qui tiendra durant trente ans, avant d'être égalé par Mikaela Shiffrin en 2018-2019. 
Vreni Schneider remporte 8 courses consécutives entre le 16 décembre et le 8 janvier et s'adjuge le globe de cristal à Furano (4 mars) grâce à une deuxième place en géant et à l'issue de son unique défaite de la saison dans une épreuve technique.
Maria Walliser et Michela Figini (vainqueur de 6 descentes et de la coupe du monde de la spécialité) complètent le podium de la coupe du monde : il s’agit du quatrième podium entièrement suisse en 5 éditions depuis 1984-1985. 
Carole Merle remporte 3 super-G et la coupe du monde de la spécialité. Performante en descente (3 podiums) et géant (2 podiums), la française termine quatrième du classement général.

## Système de points
Le vainqueur d'une épreuve de coupe du monde se voit attribuer 25 points pour le classement général. Les skieurs classés aux quinze premières places marquent des points.
| Place  | 1er | 2d | 3e | 4e | 5e | 6e | 7e | 8e | 9e | 10e | 11e | 12e | 13e | 14e | 15e |
| ------ | --- | -- | -- | -- | -- | -- | -- | -- | -- | --- | --- | --- | --- | --- | --- |
| Points | 25  | 20 | 15 | 12 | 11 | 10 | 9  | 8  | 7  | 6   | 5   | 4   | 3   | 2   | 1   |

## Classement général
| Rang | Nom                   | Points | Victoire(s) | Podium(s) |
| ---- | --------------------- | ------ | ----------- | --------- |
| 1    | Marc Girardelli       | 407    | 9           | 13        |
| 2    | Pirmin Zurbriggen     | 309    | 3           | 11        |
| 3    | Alberto Tomba         | 189    | 1           | 7         |
| 4    | Ole Kristian Furuseth | 188    | 2           | 5         |
| 5    | Markus Wasmeier       | 166    | -           | 4         |
| 6    | Rudolf Nierlich       | 144    | 4           | 6         |
| 7    | Armin Bittner         | 127    | 2           | 4         |
| 8    | Helmut Höflehner      | 126    | 2           | 3         |
| 9    | Daniel Mahrer         | 114    | 1           | 5         |
| 10   | Hubert Strolz         | 112    | -           | 3         |
| 11   | Lars-Borje Eriksson   | 102    | 1           | 3         |
| 12   | Peter Müller          | 100    | 1           | 2         |
| 13   | Michael Mair          | 89     | -           | 2         |
| 14   | Peter Wirnsberger     | 89     | -           | 2         |
| 15   | Martin Hangl          | 87     | 1           | 1         |
| 16   | Franck Piccard        | 82     | -           | 1         |
| 17   | Ingemar Stenmark      | 79     | 1           | 1         |
| 18   | Leonhard Stock        | 76     | 1           | 3         |
| 19   | Helmut Mayer          | 74     | -           | 2         |
| 20   | Paul Accola           | 72     | -           | 2         |

| Rang | Nom                    | Points | Victoire(s) | Podium(s) |
| ---- | ---------------------- | ------ | ----------- | --------- |
| 1    | Vreni Schneider        | 376    | 14          | 15        |
| 2    | Maria Walliser         | 261    | 3           | 10        |
| 3    | Michela Figini         | 242    | 6           | 9         |
| 4    | Carole Merle           | 206    | 3           | 8         |
| 5    | Anita Wachter          | 157    | -           | 5         |
| 6    | Mateja Svet            | 154    | -           | 4         |
| 7    | Ulrike Maier           | 150    | -           | 5         |
| 8    | Michaela Gerg-Leitner  | 148    | -           | 4         |
| 9    | Karen Percy            | 127    | -           | 1         |
| 10   | Sigrid Wolf            | 119    | 1           | 3         |
| 11   | Tamara McKinney        | 116    | -           | 4         |
| 12   | Heidi Zurbriggen       | 86     | -           | -         |
| 13   | Monika Maierhofer      | 85     | -           | 3         |
| 14   | Regine Mösenlechner    | 84     | -           | 2         |
| 15   | Veronika Wallinger     | 78     | -           | 1         |
| 16   | Ingrid Salvenmoser     | 66     | -           | 1         |
| 17   | Veronika Sarec         | 62     | -           | 2         |
| 18   | Blanca Fernandez-Ochoa | 61     | -           | 1         |
| 19   | Brigitte Örtli         | 60     | 1           | 1         |
| 20   | Barbara Sadleder       | 58     | -           | -         |

## Classements de chaque discipline
Les noms en gras remportent les titres des disciplines.

### Descente
| Rang | Nom               | Points | Victoire(s) | Podium(s) |
| ---- | ----------------- | ------ | ----------- | --------- |
| 1    | Marc Girardelli   | 139    | 3           | 5         |
| 2    | Helmut Höflehner  | 112    | 2           | 3         |
| 3    | Daniel Mahrer     | 102    | 1           | 5         |
| 4    | Pirmin Zurbriggen | 94     | -           | 3         |
| 5    | Peter Wirnsberger | 89     | -           | 2         |
| 6    | Peter Müller      | 79     | 1           | 2         |
| 7    | Michael Mair      | 74     | -           | 1         |
| 8    | Rob Boyd          | 68     | 1           | 2         |
| 9    | Markus Wasmeier   | 67     | -           | 1         |
| 10   | Karl Alpiger      | 65     | 1           | 1         |

| Rang | Nom                   | Points | Victoire(s) | Podium(s) |
| ---- | --------------------- | ------ | ----------- | --------- |
| 1    | Michela Figini        | 176    | 6           | 7         |
| 2    | Maria Walliser        | 142    | 2           | 6         |
| 3    | Michaela Gerg-Leitner | 91     | -           | 4         |
| 4    | Carole Merle          | 67     | -           | 3         |
| 5    | Veronika Wallinger    | 65     | -           | 1         |
| 6    | Chantal Bournissen    | 55     | -           | 1         |
| 7    | Karen Percy           | 53     | -           | -         |
| 8    | Regine Mösenlechner   | 45     | -           | 1         |
| 9    | Heidi Zurbriggen      | 41     | -           | -         |
| 9    | Barbara Sadleder      | 41     | -           | -         |

### Super G
| Rang | Nom                 | Points | Victoire(s) | Podium(s) |
| ---- | ------------------- | ------ | ----------- | --------- |
| 1    | Pirmin Zurbriggen   | 62     | 1           | 2         |
| 2    | Lars-Borje Eriksson | 51     | 1           | 2         |
| 3    | Franck Piccard      | 49     | -           | 1         |
| 4    | Martin Hangl        | 47     | 1           | 1         |
| 5    | Marc Girardelli     | 46     | 1           | 1         |
| 6    | Markus Wasmeier     | 43     | -           | 1         |
| 7    | Alberto Tomba       | 37     | -           | -         |
| 8    | Helmut Mayer        | 35     | -           | 2         |
| 9    | Hans Enn            | 26     | -           | 1         |
| 10   | Luc Alphand         | 25     | -           | -         |

| Rang | Nom                   | Points | Victoire(s) | Podium(s) |
| ---- | --------------------- | ------ | ----------- | --------- |
| 1    | Carole Merle          | 75     | 3           | 3         |
| 2    | Sigrid Wolf           | 71     | 1           | 3         |
| 3    | Anita Wachter         | 56     | -           | 3         |
| 4    | Ulrike Maier          | 33     | -           | 1         |
| 5    | Michela Figini        | 29     | -           | 1         |
| 6    | Maria Walliser        | 27     | -           | 1         |
| 6    | Regine Mösenlechner   | 27     | -           | 1         |
| 8    | Michaela Gerg-Leitner | 23     | -           | -         |
| 9    | Catherine Quittet     | 22     | -           | -         |
| 10   | Heidi Zurbriggen      | 18     | -           | -         |
| 10   | Cathy Chedal          | 18     | -           | -         |

### Géant
| Rang | Nom                   | Points | Victoire(s) | Podium(s) |
| ---- | --------------------- | ------ | ----------- | --------- |
| 1    | Pirmin Zurbriggen     | 82     | 1           | 3         |
| 1    | Ole Kristian Furuseth | 82     | 1           | 3         |
| 3    | Rudolf Nierlich       | 79     | 2           | 3         |
| 4    | Ingemar Stenmark      | 67     | 1           | 1         |
| 5    | Marc Girardelli       | 66     | 1           | 2         |
| 6    | Hubert Strolz         | 46     | -           | 1         |
| 7    | Alberto Tomba         | 40     | -           | 2         |
| 7    | Martin Hangl          | 40     | -           | -         |
| 9    | Helmut Mayer          | 39     | -           | -         |
| 10   | Lars-Borje Eriksson   | 38     | -           | 1         |

| Rang | Nom                   | Points | Victoire(s) | Podium(s) |
| ---- | --------------------- | ------ | ----------- | --------- |
| 1    | Vreni Schneider       | 165    | 6           | 7         |
| 2    | Mateja Svet           | 106    | -           | 3         |
| 3    | Maria Walliser        | 87     | 1           | 3         |
| 4    | Ulrike Maier          | 60     | -           | 3         |
| 5    | Anita Wachter         | 59     | -           | 2         |
| 6    | Carole Merle          | 55     | -           | 2         |
| 7    | Catherine Quittet     | 35     | -           | -         |
| 8    | Michaela Gerg-Leitner | 34     | -           | -         |
| 9    | Traudl Hächer         | 32     | -           | -         |
| 10   | Ingrid Salvenmoser    | 31     | -           | -         |

### Slalom
| Rang | Nom                   | Points | Victoire(s) | Podium(s) |
| ---- | --------------------- | ------ | ----------- | --------- |
| 1    | Armin Bittner         | 117    | 2           | 4         |
| 2    | Alberto Tomba         | 112    | 1           | 5         |
| 3    | Marc Girardelli       | 106    | 2           | 3         |
| 3    | Ole Kristian Furuseth | 106    | 1           | 2         |
| 5    | Jonas Nilsson         | 70     | -           | 2         |
| 6    | Rudolf Nierlich       | 65     | 2           | 3         |
| 7    | Michael Tritscher     | 54     | -           | 1         |
| 8    | Bernhard Gstrein      | 51     | -           | 1         |
| 9    | Felix McGrath         | 43     | -           | -         |
| 10   | Paul Frommelt         | 42     | -           | -         |

| Rang | Nom                    | Points | Victoire(s) | Podium(s) |
| ---- | ---------------------- | ------ | ----------- | --------- |
| 1    | Vreni Schneider        | 175    | 7           | 7         |
| 2    | Monika Maierhofer      | 85     | -           | 3         |
| 3    | Tamara McKinney        | 77     | -           | 4         |
| 4    | Veronika Sarec         | 61     | -           | 2         |
| 5    | Christine von Grünigen | 48     | -           | -         |
| 6    | Patricia Chauvet       | 45     | -           | 1         |
| 7    | Anita Wachter          | 42     | -           | -         |
| 8    | Mateja Svet            | 40     | -           | 1         |
| 8    | Blanca Fernandez-Ochoa | 40     | -           | 1         |
| 10   | Katjusa Pusnik         | 39     | -           | 1         |

### Combiné
| Rang | Nom               | Points | Victoire(s) | Podium(s) |
| ---- | ----------------- | ------ | ----------- | --------- |
| 1    | Marc Girardelli   | 50     | 2           | 2         |
| 2    | Markus Wasmeier   | 47     | -           | 2         |
| 3    | Pirmin Zurbriggen | 45     | 1           | 2         |
| 4    | Paul Accola       | 44     | -           | 1         |
| 5    | Gustav Öhrli      | 22     | -           | -         |
| 6    | Atle Skårdal      | 20     | -           | -         |
| 7    | Jean-Luc Crétier  | 19     | -           | -         |
| 8    | Hubert Strolz     | 15     | -           | 1         |
| 8    | Michael Mair      | 15     | -           | 1         |
| 8    | Peter Müller      | 15     | -           | -         |

| Rang | Nom                   | Points | Victoire(s) | Podium(s) |
| ---- | --------------------- | ------ | ----------- | --------- |
| 1    | Brigitte Örtli        | 36     | 1           | 1         |
| 2    | Ulrike Maier          | 31     | -           | 1         |
| 3    | Vreni Schneider       | 25     | 1           | 1         |
| 4    | Karen Percy           | 20     | -           | 1         |
| 5    | Michela Figini        | 19     | -           | 1         |
| 5    | Petra Kronberger      | 19     | -           | 1         |
| 7    | Heidi Zurbriggen      | 15     | -           | -         |
| 8    | Tamara McKinney       | 12     | -           | -         |
| 8    | Florence Masnada      | 12     | -           | -         |
| 10   | Carole Merle          | 9      | -           | -         |
| 10   | Ulrike Stanggassinger | 9      | -           | -         |
| 10   | Lenka Kebrolova       | 9      | -           | -         |

## Calendrier et résultats

### Messieurs
| Date                                                          | Lieu               | Épreuve     | Vainqueur             | Second                | Troisième           |
| ------------------------------------------------------------- | ------------------ | ----------- | --------------------- | --------------------- | ------------------- |
| 27 novembre 1988                                              | Schladming         | Super G     | Pirmin Zurbriggen     | Franck Piccard        | Leonhard Stock      |
| 29 novembre 1988                                              | Val Thorens        | Géant       | Pirmin Zurbriggen     | Rudolf Nierlich       | Hans Enn            |
| 6 décembre 1988                                               | Sestrière          | Slalom      | Marc Girardelli       | Jonas Nilsson         | Paul Accola         |
| 9 décembre 1988                                               | Val Gardena        | Descente I  | Peter Müller          | Armin Assinger        | Rob Boyd            |
| 10 décembre 1988                                              | Val Gardena        | Descente II | Helmut Höflehner      | Patrick Ortlieb       | Peter Müller        |
| 11 décembre 1988                                              | Madonna            | Slalom      | Alberto Tomba         | Marc Girardelli       | Michael Tritscher   |
| 17 décembre 1988                                              | Kranjska Gora      | Slalom      | Marc Girardelli       | Armin Bittner         | Alberto Tomba       |
| 21 décembre 1988                                              | Sankt Anton        | Slalom      | Armin Bittner         | Bernhard Gstrein      | Pirmin Zurbriggen   |
| 22 décembre 1988                                              | Sankt Anton        | Descente    | Helmut Höflehner      | Pirmin Zurbriggen     | Leonhard Stock      |
| 22 décembre 1988                                              | Sankt Anton        | Combiné     | Pirmin Zurbriggen     | Markus Wasmeier       | Hubert Strolz       |
| 6 janvier 1989                                                | Laax               | Descente    | Leonhard Stock        | Peter Wirnsberger     | Helmut Höflehner    |
| 7 janvier 1989                                                | Laax               | Super G     | Martin Hangl          | Hans Enn              | Helmut Mayer        |
| 10 janvier 1989                                               | Kirchberg in Tirol | Géant       | Rudolf Nierlich       | Pirmin Zurbriggen     | Alberto Tomba       |
| 13 janvier 1989                                               | Kitzbühel          | Descente I  | Marc Girardelli       | Michael Mair          | Roman Rupp          |
| 14 janvier 1989                                               | Kitzbühel          | Descente II | Daniel Mahrer         | Marc Girardelli       | Peter Wirnsberger   |
| 15 janvier 1989                                               | Kitzbühel          | Slalom      | Armin Bittner         | Alberto Tomba         | Rudolf Nierlich     |
| 15 janvier 1989                                               | Kitzbühel          | Combiné     | Marc Girardelli       | Paul Accola           | Michael Mair        |
| 17 janvier 1989                                               | Adelboden          | Géant       | Marc Girardelli       | Ole Kristian Furuseth | Alberto Tomba       |
| 20 janvier 1989                                               | Wengen             | Descente I  | Marc Girardelli       | Markus Wasmeier       | Daniel Mahrer       |
| 21 janvier 1989                                               | Wengen             | Descente II | Marc Girardelli       | Pirmin Zurbriggen     | Daniel Mahrer       |
| 22 janvier 1989                                               | Wengen             | Slalom      | Rudolf Nierlich       | Alberto Tomba         | Hubert Strolz       |
| 22 janvier 1989                                               | Wengen             | Combiné     | Marc Girardelli       | Pirmin Zurbriggen     | Markus Wasmeier     |
| Championnats du monde à Vail du 29 janvier au 12 février 1989 |                    |             |                       |                       |                     |
| 17 février 1989                                               | Aspen              | Descente    | Karl Alpiger          | Marc Girardelli       | Daniel Mahrer       |
| 18 février 1989                                               | Aspen              | Super G     | Lars-Borje Eriksson   | Markus Wasmeier       | Helmut Mayer        |
| 19 février 1989                                               | Aspen              | Géant       | Ingemar Stenmark      | Marc Girardelli       | Lars-Borje Eriksson |
| 25 février 1989                                               | Whistler           | Descente    | Rob Boyd              | Daniel Mahrer         | Pirmin Zurbriggen   |
| 26 février 1989                                               | Whistler           | Super G     | Marc Girardelli       | Lars-Borje Eriksson   | Pirmin Zurbriggen   |
| 3 mars 1989                                                   | Furano             | Géant       | Rudolf Nierlich       | Ole Kristian Furuseth | Pirmin Zurbriggen   |
| 5 mars 1989                                                   | Furano             | Slalom      | Ole Kristian Furuseth | Alberto Tomba         | Jonas Nilsson       |
| 9 mars 1989                                                   | Shigakogen         | Géant       | Ole Kristian Furuseth | Hubert Strolz         | Johan Wallner       |
| 10 mars 1989                                                  | Shigakogen         | Slalom      | Rudolf Nierlich       | Ole Kristian Furuseth | Armin Bittner       |

### Dames
| Date                                                          | Lieu              | Épreuve     | Vainqueur       | Seconde                | Troisième                         |
| ------------------------------------------------------------- | ----------------- | ----------- | --------------- | ---------------------- | --------------------------------- |
| 26 novembre 1988                                              | Schladming        | Super G     | Carole Merle    | Ulrike Maier           | Regine Mösenlechner Anita Wachter |
| 28 novembre 1988                                              | Les Menuires      | Géant       | Vreni Schneider | Anita Wachter          | Ulrike Maier                      |
| 2 décembre 1988                                               | Val d'Isère       | Descente    | Michela Figini  | Regine Mösenlechner    | Michaela Gerg-Leitner             |
| 15 décembre 1988                                              | Altenmarkt        | Descente    | Maria Walliser  | Veronika Wallinger     | Michela Figini                    |
| 16 décembre 1988                                              | Altenmarkt        | Slalom      | Vreni Schneider | Katjusa Pusnik         | Tamara McKinney                   |
| 16 décembre 1988                                              | Altenmarkt        | Combiné     | Vreni Schneider | Ulrike Maier           | Petra Kronberger                  |
| 18 décembre 1988                                              | Val Zoldana       | Géant       | Vreni Schneider | Mateja Svet            | Anita Wachter                     |
| 20 décembre 1988                                              | Courmayeur        | Slalom      | Vreni Schneider | Blanca Fernandez-Ochoa | Ingrid Salvenmoser                |
| 3 janvier 1989                                                | Maribor           | Slalom      | Vreni Schneider | Monika Maierhofer      | Tamara McKinney                   |
| 6 janvier 1989                                                | Schwarzenberg     | Géant I     | Vreni Schneider | Ulrike Maier           | Maria Walliser                    |
| 7 janvier 1989                                                | Schwarzenberg     | Géant II    | Vreni Schneider | Ulrike Maier           | Carole Merle                      |
| 8 janvier 1989                                                | Mellau            | Slalom      | Vreni Schneider | Mateja Svet            | Patricia Chauvet                  |
| 12 janvier 1989                                               | Grindelwald       | Descente I  | Michela Figini  | Beatrice Gafner        | Carole Merle                      |
| 13 janvier 1989                                               | Grindelwald       | Descente II | Michela Figini  | Carole Merle           | Maria Walliser                    |
| 14 janvier 1989                                               | Grindelwald       | Super G     | Carole Merle    | Sigrid Wolf            | Maria Walliser                    |
| 15 janvier 1989                                               | Grindelwald       | Slalom      | Vreni Schneider | Tamara McKinney        | Monika Maierhofer                 |
| 15 janvier 1989                                               | Grindelwald       | Combiné     | Brigitte Örtli  | Karen Percy            | Michela Figini                    |
| 19 janvier 1989                                               | Tignes            | Descente    | Maria Walliser  | Carole Merle           | Michaela Gerg-Leitner             |
| 20 janvier 1989                                               | Tignes            | Super G     | Carole Merle    | Anita Wachter          | Sigrid Wolf                       |
| 21 janvier 1989                                               | Tignes            | Géant       | Vreni Schneider | Carole Merle           | Maria Walliser                    |
| Championnats du monde à Vail du 29 janvier au 12 février 1989 |                   |             |                 |                        |                                   |
| 18 février 1989                                               | Lake Louise       | Descente I  | Michela Figini  | Maria Walliser         | Michaela Gerg-Leitner             |
| 19 février 1989                                               | Lake Louise       | Descente II | Michela Figini  | Maria Walliser         | Michaela Gerg-Leitner             |
| 24 février 1989                                               | Steamboat Springs | Descente    | Michela Figini  | Maria Walliser         | Chantal Bournissen                |
| 25 février 1989                                               | Steamboat Springs | Super G     | Sigrid Wolf     | Anita Wachter          | Michela Figini                    |
| 3 mars 1989                                                   | Furano            | Slalom      | Vreni Schneider | Veronika Sarec         | Tamara McKinney                   |
| 4 mars 1989                                                   | Furano            | Géant       | Maria Walliser  | Mateja Svet            | Vreni Schneider                   |
| 8 mars 1989                                                   | Shigakogen        | Géant       | Vreni Schneider | Mateja Svet            | Christina Meier-Höck              |
| 10 mars 1989                                                  | Shigakogen        | Slalom      | Vreni Schneider | Monika Maierhofer      | Veronika Sarec                    |

## Coupe des nations
| Rang | Nom                  | Points | Victoire(s) | Podium(s) |
| ---- | -------------------- | ------ | ----------- | --------- |
| 1    | Suisse               | 2219   | 31          | 58        |
| 2    | Autriche             | 1967   | 8           | 45        |
| 3    | Allemagne de l'Ouest | 836    | 2           | 15        |
| 4    | France               | 609    | 3           | 10        |
| 5    | Italie               | 413    | 1           | 9         |
| 6    | Luxembourg           | 407    | 9           | 13        |
| 7    | Suède                | 366    | 2           | 7         |
| 8    | Yougoslavie          | 335    | -           | 7         |
| 9    | Canada               | 275    | 1           | 3         |
| 10   | Norvège              | 256    | 2           | 5         |

| Rang | Nom                  | Points | Victoire(s) | Podium(s) |
| ---- | -------------------- | ------ | ----------- | --------- |
| 1    | Autriche             | 1037   | 7           | 26        |
| 2    | Suisse               | 928    | 7           | 21        |
| 3    | Allemagne de l'Ouest | 435    | 2           | 8         |
| 4    | Italie               | 413    | 1           | 9         |
| 5    | Luxembourg           | 407    | 9           | 13        |
| 6    | Suède                | 294    | 2           | 7         |
| 7    | Norvège              | 256    | 2           | 5         |
| 8    | France               | 170    | -           | 1         |
| 9    | Canada               | 84     | 1           | 2         |
| 10   | Yougoslavie          | 80     | -           | -         |

| Rang | Nom                  | Points | Victoire(s) | Podium(s) |
| ---- | -------------------- | ------ | ----------- | --------- |
| 1    | Suisse               | 1291   | 24          | 37        |
| 2    | Autriche             | 930    | 1           | 19        |
| 3    | France               | 439    | 3           | 9         |
| 4    | Allemagne de l'Ouest | 401    | -           | 7         |
| 5    | Yougoslavie          | 255    | -           | 7         |
| 6    | Canada               | 191    | -           | 1         |
| 7    | États-Unis           | 143    | -           | 4         |
| 8    | Suède                | 72     | -           | -         |
| 9    | Espagne              | 61     | -           | 1         |
| 10   | Liechtenstein        | 35     | -           | -         |

Classement final